# محمد علي حسن
محمد علي حسن كان قائدا لحزب الله ولد في عام 1985 في عين قانا بلبنان. قتل في عام 2015 في مرتفعات الجولان التي تحتلها إسرائيل في محافظة القنيطرة في سوريا خلال الحرب الأهلية السورية من قبل إسرائيل.

## السيرة الذاتية
محمد علي حسن المعروف أيضا باسم أبو الحسن وكاظم كان يبلغ من العمر 29 عاما من بلدة عين قانا في منطقة النبطية في جنوب لبنان. كان قائد حزب الله الميداني الأقل مسؤولية عن الوحدات الأصغر أو المناطق الجغرافية في مرتفعات الجولان.

## الاغتيال
في عام 2015 بعد أيام من إعلان حسن نصر الله أن العدوان الجوي الإسرائيلي على سوريا يعني أن الجمهورية العربية السورية وحلفائها لهم الحق في الرد. قامت مروحية إسرائيلية بتفجير محمد علي حسن أبو الحسن وخمسة قادة آخرين من حزب الله بما في ذلك جهاد عماد مغنية ومحمد أحمد عيسى في محافظة القنيطرة. كانوا يقودون قافلة في محافظة القنيطرة إلى جانب قوات حرس الثورة الإسلامية الإيراني بالقرب من مرتفعات الجولان التي تحتلها إسرائيل وفي 18 يناير 2015 دمرت المروحية الإسرائيلية القافلة.